# Конституция Израиля
Конституция Израиля — формально не принятый основополагающий закон государства Израиль. Конституция Израиля находится в процессе создания путём принятия Основных законов Израиля.

## Формальная и фактическая конституция
Фактическая конституция Израиля основана на Основных законах Израиля и других законах государства, на Декларации независимости, судебных прецедентах и принципах, заложенных в наследии еврейского народа. В Израиле пока нет формальной конституции. В дальнейшем в этой статье понятие «конституция» употребляется для обозначения формальной конституции.
Согласно Декларации независимости, Израиль должен был принять конституцию вскоре после провозглашения государства:

Мы постановили, что с момента окончания срока мандата сегодня ночью, в канун субботы, 6 ияра 5708 года, 15 мая 1948 г. и до образования выборных и регулярных государственных органов в соответствии с конституцией, которая будет учреждена избранным Учредительным собранием не позднее 1 октября 1948 г., Народный совет будет действовать как временный Государственный совет…
Война за независимость не позволила избрать Учредительное собрание в намеченные сроки. Только 25 января 1949 года было избрано Учредительное собрание, вскоре получившее название Кнессет 1-го созыва.
После длительных дебатов в Кнессете не было достигнуто согласия о принятии конституции. 13 июня 1950 года Кнессет 1-го созыва большинством голосов принял компромиссное решение, предложенное депутатом Изхаром Харари, суть которого сводилась к следующему:

Конституция будет построена из разделов, каждый из которых представляет собой основной закон… Разделы будут объединены и составят Конституцию государства.
На конец 2018 года уже принято тринадцать Основных законов, содержание которых может составить значительную часть будущей конституции. Тем не менее, юристы полагают, что ещё не приняты все основные законы, необходимые для создания полной конституции, и законодателю пока не удалось выработать консенсусные проекты этих законов. Обращает внимание тот факт, что после так называемой конституционной революции 90-х годов прошлого века и до 2014 года Кнессетом не был принят ни один новый основной закон.
Согласно профессору Даниэлю Фридману, речь идёт не о конституционной, а о правовой революции, проведённой Верховным судом Израиля. Несмотря на то, что «конституция» не упоминается в законах Кнессета, верховные судьи в какой-то момент начали ссылаться на неё. Они стали часто использовать термины «конституционный» и «неконституционный» в постановлениях Верховного суда, как будто в Израиле уже принята конституция. Этот подход судей постепенно просачивался в умы адвокатов, юристов и студентов юридических факультетов, а некоторые юристы даже предостерегали депутатов Кнессета о том, что тот или иной их законопроект неконституционен. Однако Даниэль Фридман напоминает, что не существует никакого официального документа Кнессета или Учредительного собрания, учреждающего Конституцию для Израиля.

## Необходимость конституции
Согласно плану, принятому резолюцией Генеральной Ассамблеей ООН от 29 ноября 1947 года, учредительным собраниям двух государств, еврейского и арабского, предлагалось выработать демократические конституции. В соответствии с этим планом Декларация независимости Израиля наметила порядок принятия конституции. После провозглашения государства Израиль семь арабских государств объявили войну и атаковали новое еврейское государство с целью его уничтожения.  
В свете сложившихся обстоятельств некоторые участники первых дебатов в Кнессете полагали, что планы ООН были в корне изменены и утратили свою моральную и юридическую силу. Депутат Кнессета Зерах Вархафтиг сказал, что никакого дара от ООН получено не было, что и за суверенитет и за государство вынуждены были бороться, поэтому «обязанность признать решение ООН со всеми его статьями и условиями отпала». Депутат Давид Бар-Рав-Хай был убеждён, что не ООН, а граждане государства имеют право решать, как и когда следует принять конституцию государства. 
Независимо от сказанного в резолюции ООН большинство депутатов Кнессета в той или иной мере поддержали идею принятия в будущем конституции государства. Об этом свидетельствуют результаты голосования по предложению Харари. Тем не менее, между депутатами Кнессета существуют значительные разногласия в вопросах судебного контроля, верховенства конституции над обычными законами и отношения конституции к Торе. Некоторые аргументы противников и сторонников конституции представлены на сайте Кнессета.  Ниже приводятся мнения видных политических деятелей и юристов о проблемах конституции в Израиле.
- Давид Бен-Гурион, поддержавший идею принятия конституции в период провозглашения государства, изменил своё мнение в 1950 году. Выступая в Кнессете, он сказал, что все опасности, беспокоящие сторонников конституции, «реальны в государстве, имеющем конституцию, в такой же степени, как в государстве, конституцией не обладающем»[10].
- Судья Моше Ландау назвал тоску по конституции уходом от действительности и обосновал своё мнение тем, что «с помощью конституции не дано достичь того, что недостижимо согласно соотношению существующих политических сил»[11].
- Министр и депутат Кнессета от партии ШАС Ицхак Хаим Перец высказал мнение, которое в течение тысячелетий было также мнением большинства евреев: «У народа Израиля есть конституция, которой уже 4000 лет. Такой конституцией является Тора»[12].
- Профессор Рут Габизон отметила, что выражение «конституционная революция» констатирует нечто, вроде бы уже свершившееся, и затушевывает необходимость обсуждать глубокие конституционные проблемы. При таком подходе писаная конституция может стать причиной разногласий и раздоров[13]. Согласно мнению Габизон «Жёсткая конституция нежелательна, если она принята без широкого согласия в обществе и в обход надлежащей и всесторонней подготовки. От принятой таким образом конституции больше вреда, чем пользы»[14].
- Судья Меир Шамгар предупредил, что задержка в принятии конституции компрометирует государство и «Израиль остался единственным государством, у которого нет конституции»[15].
- Депутат Кнессета от партии Яхадут ха-Тора Моше Гафни сказал, что он изменил своё мнение и теперь он хочет конституцию больше, чем израильские левые или арабы, которым некуда торопиться. Гафни заявил: «Без конституции Верховный суд может урезать права, касающиеся вопросов нашей веры»[16].
- Профессор Элиав Шохетман полагает, что Израилю не нужна конституция, так как в любом случае Верховный суд будет толковать её согласно своим убеждениям, а не в соответствии с намерениями учредительного органа. Шохетман также считает, что «любой закон можно забронировать, принимая его обычной процедурой и требуя для его изменения специального большинства, причём это можно сделать и при отсутствии конституции»[17].
- Судья Аарон Барак подверг резкой критике Кнессет, обвинив его в неисполнении обязанностей: «Я думаю, что настало время завершить этот важный проект и учредить конституцию. Кнессет нарушает свои обязанности по принятию Конституции Израиля, которые были возложены на него во время провозглашения государства»[18].

## Проекты конституции в прошлом
Незадолго до провозглашения государства Израиль Зерах Вархафтиг начал работать над проектом конституции в рамках Народного совета. В свою очередь, Еврейское агентство поручило подготовить проект конституции Иехуде Пинхасу Коэну. После провозглашения государства Временный Государственный Совет создал комиссию по вопросам конституции под председательством Зераха Вархафтига. На рассмотрение комиссии было представлено пять проектов конституции и среди них проект Иехуды Пинхаса Коэна. Однако, как указывалось выше, разработка конституции закончилась принятием предложения Изхара Харари. 
Со времён Временного Государственного Совета и Учредительного собрания и по сей день продолжается работа над основными законами, которые, согласно решению Кнессета от 1950 года, «будут объединены и составят Конституцию государства». За это время как отдельные юристы, так и группы специалистов опубликовали десятки самых разных проектов конституции. Со многими из них можно познакомиться на сайте проекта «Конституция на основе широкого консенсуса». Здесь приводятся три примера таких проектов.

### Проект профессоров-юристов Тель-Авивского университета
В 1986 году группа юристов из Тель-Авивского университета в составе профессоров Уриэля Райхмана (председателя группы), Баруха Брахи, Ариэля Розен-Цви, Амоса Шапира и других юристов опубликовала свой проект конституции. Речь шла о жёсткой конституции — для её изменения требовалось большинство в две трети голосов депутатов Кнессета, и она закрепляла своё верховенство над обычными законами. Предложенная конституция содержала главу «Права человека» (в то время ещё не было основных законов, гарантирующих права человека) и статью, позволяющую ограничить какое-либо из этих прав только тогда, когда это совместимо с демократическими ценностями государства. Предусматривалось введение судебного конституционного контроля, а Верховный суд получал полномочия Конституционного суда. Проект также включал изменения в избирательной системе: предлагалось перейти к системе прямых выборов премьер-министра и половину состава Кнессета избирать в 60 избирательных округах. 

К достоинствам этого проекта следует отнести то, что авторы сумели познакомить с его содержанием широкие круги израильской общественности. Многочисленные объявления в СМИ рассказывали о его основных положениях, экземпляры проекта распространялись вместе с центральными газетами. Проект вызвал необходимую для принятия конституции демократического государства общественную дискуссию и нашел горячих сторонников. Однако содержание проекта не уделяло достаточного внимания еврейскому характеру государства и ставило под угрозу существующий баланс между различными ветвями власти и статус-кво в отношениях между религией и государством. Поэтому он нашел также много не менее горячих противников. Позднее, в 1992 году, был пересмотрен Основной закон о правительстве и объявили о прямых выборах премьер-министра. Последовавшие после этого выборы показали, что прямые выборы не только не уменьшили число партий в Кнессете (к чему стремились авторы проекта конституции), но и увеличили это число. В результате Основной закон о правительстве был вновь пересмотрен и прямые выборы премьера были отменены. Это было одно из немногих положений проекта, которые проверены на практике, но закончились неудачей.

### Проект законодательной комиссии Кнессета 16-го созыва
В мае 2003 года председатель законодательной комиссии Кнессета 16-го созыва депутат Кнессета Михаэль Эйтан инициировал проект, целью которого была разработка конституции государства Израиль. Предполагалось, что проект будет пользоваться широкой поддержкой как в Израиле, так и среди евреев всего мира, и поэтому он получил название «Конституция на основе широкого консенсуса». Законодательная комиссия провела примерно 90 заседаний в качестве комиссии по подготовке проекта конституции. Кроме депутатов Кнессета в работе над проектом приняли участие юридические советники комиссии, видные профессора-юристы, представители министерств, судьи и бывшие судьи Верховного суда и других судов, эксперты исследовательских институтов, представители общественных организаций, а также зарубежные эксперты. В январе 2006 года работа над проектом была завершена. Предложенный комиссией проект состоял из преамбулы, подготовленной профессором Рут Габизон, и основной части, составленной из 14 глав. 
По всей видимости, согласие членов комиссии с текстом проекта не было самым широким, так как трое членов проголосовали против её предложения, а двое воздержались. 13 февраля 2006 года проект был представлен Кнессету, который решил, что работу над проектом продолжит Кнессет 17-го созыва. 17 апреля 2006 года начал свою работу Кнессет 17-го созыва, который, однако, работу над проектом не завершил. 

### Проект Института сионистской стратегии
В конце 2004 года Исраэль Харель, принимавший участие в общественном совете по проекту конституции Израильского института демократии, пришёл к заключению, что этот проект в недостаточной мере отражает сионистские ценности государства, как он их понимает. Так, например, было отклонено его предложение дополнить фразу «еврейское государство» словами «и национальный дом еврейского народа». Харель покинул этот проект и основал Институт сионистской стратегии, в котором группа специалистов во главе с профессором Авраамом Дискиным начала разработку нового проекта конституции. Целью группы было завершение проекта к началу работы Кнессета 17-го созыва. В состав группы также входили профессора Моше Копель и Брахьягу Лифшиц, судья Ури Штрузман, д-р Ицхак Клайн и другие. Проект Института сионистской стратегии был завершен и представлен Кнессету и президенту Израиля в июне 2006 года. В дальнейшем представители проекта принимали участие в заседаниях законодательной комиссии Кнессета 17-го созыва под председательством Менахема Бен-Сасона.
Предложенный Институтом сионистской стратегии проект состоит из предисловия, написанного профессором Авраамом Дискиным, преамбулы и основной части, содержащей 100 статей. Преамбула проекта конституции основана на Декларации независимости Израиля. Для изменения преамбулы и 4 статей, содержащих основополагающие принципы государства, требуется большинство в две трети голосов депутатов Кнессета. Проект содержит большинство положений Основных законов, которые будут аннулированы с принятием конституции, а также некоторые положения Закона о возвращении, Закона об основах права, Закона о государственном образовании и других законов. Предложенная конституция включает главы «Права и свободы человека и гражданина» и «Государство Израиль — национальный дом еврейского народа». Проект вводит так называемый «норвежский закон», согласно которому министр не может одновременно быть депутатом Кнессета.

Проектом предусмотрены изменения в порядке судопроизводства. Ограничены полномочия суда выносить решения по петициям против органов государственной власти. Суд также не получает полномочий выносить решения по вопросам, связанным с внешней политикой, политикой безопасности или с основами бюджета. Суды, в том числе обладающие конституционными и административными полномочиями, вправе рассматривать иски только тех лиц, которые непосредственно связаны с обсуждаемым вопросом. Нормативно-правовые акты должны толковаться только в соответствии с намерениями и целями, которые заложены в их тексте. Кнессет будет назначать членов Комиссии по избранию судей и утверждать кандидатуры на должность судей Верховного суда. Каденция Председателя Верховного суда ограничена семилетним сроком. 
Исраэль Харель отверг обвинения в том, что речь идёт о «конституции правых». Согласно Харелю над проектом работали люди самых разных взглядов, и положения этой конституции находят поддержку более шестидесяти депутатов Кнессета. 